# Symposiachrus vidua
El monarca acollarado (Symposiachrus vidua) es una especie de ave paseriforme de la familia Monarchidae endémica del sur de las islas Salomón.

## Distribución
Se encuentra únicamente en la isla Makira e islotes circundantes, en el sur de las Islas Salomón, en el Océano Pacífico.